# 침식

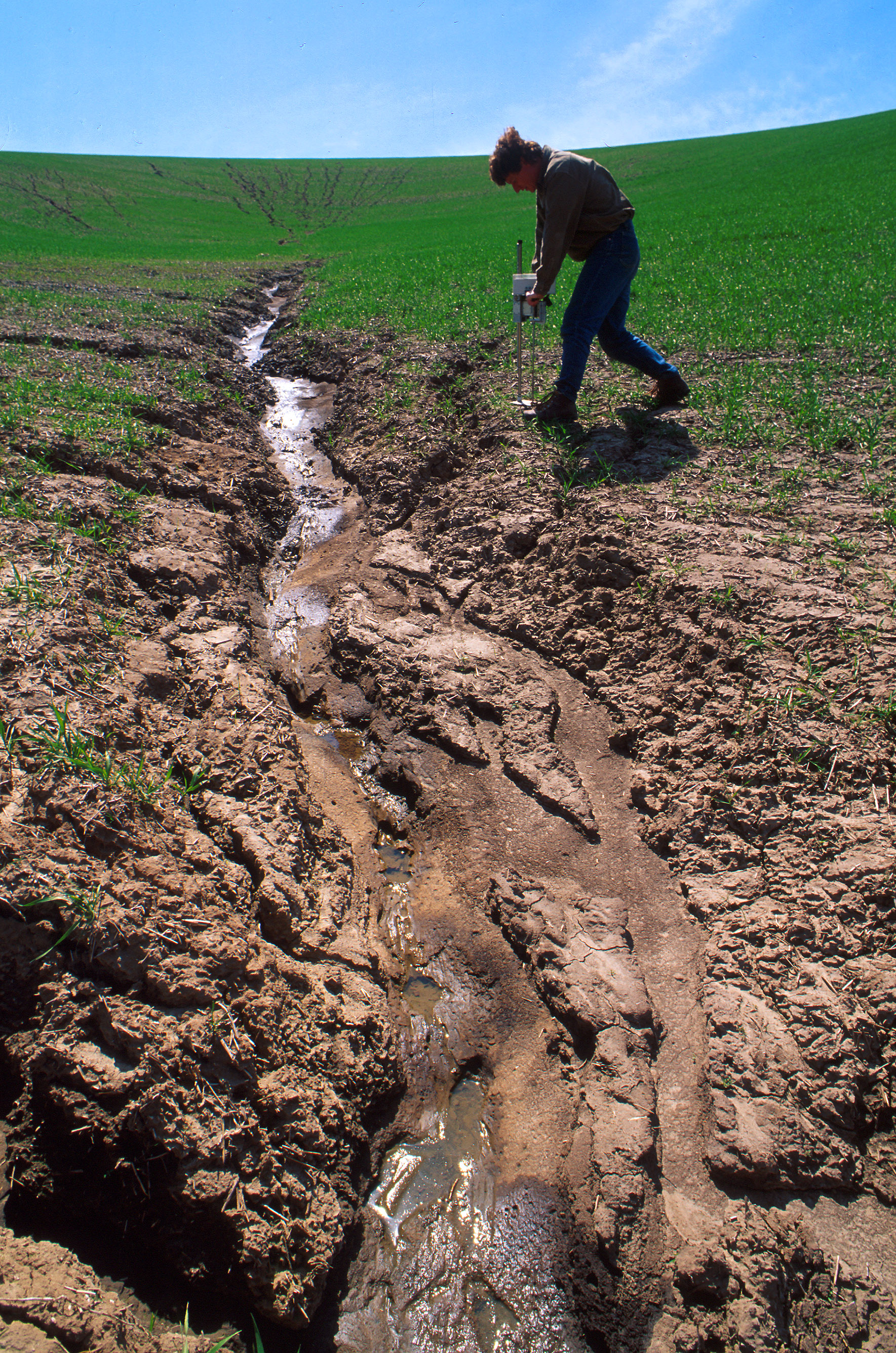
미국의 워싱턴 주립 대학교 가까이에 있는 밀밭이 심각한 토양 침식을 겪고 있다.

침식(浸蝕, 영어: erosion) 또는 침식 작용은 빗물, 하천, 해수, 바람, 빙하, 탄산가스 따위의 유동체나 물질에 의하여 지표(토양, 바위, 침전물)가 깎여서 이동하는 현상을 말한다. 침식 작용은 화학적으로나 물리적으로 바위 속 광물이 움직이지 않고 제자리에서 깎이는 과정인 풍화 작용과 구분한다. 침식과 풍화의 차이는 깎인 입자의 이동 여부이다.
침식을 받은 물질은 대개 지표면의 높은 지역에서 낮은 지역으로 이동한다. 그리하여 산을 깎아 내리거나 계곡을 메우고, 하천을 새로 만들거나 없애면서 지형을 변화시킨다. 침식으로 인해 농지가 황폐화하고 농지의 비료를 씻어내어 호수와 강을 오염시킨다. 또 침식된 토양은 도랑·못·저수지 등을 막아 관개를 방해한다.
침식 작용은 본래 자연스러운 과정이지만 많은 곳에서 인간의 토지 이용에 의해 이러한 작용이 증가되기도 한다. 산림 벌채, 과도한 방목, 무분별한 건축 활동을 비롯한 질 낮은 토지 이용이 특히 이러하다. 농작물 생산에 쓰이는 토지는 자연 속 채소로 이루어진 땅보다 일반적으로 엄청난 양의 침식 작용을 겪게 된다.

## 같이 보기
- 해안 공학
- 불모지
- 지질학
- 풍랑